# Лес-Ковес-де-Вінрома

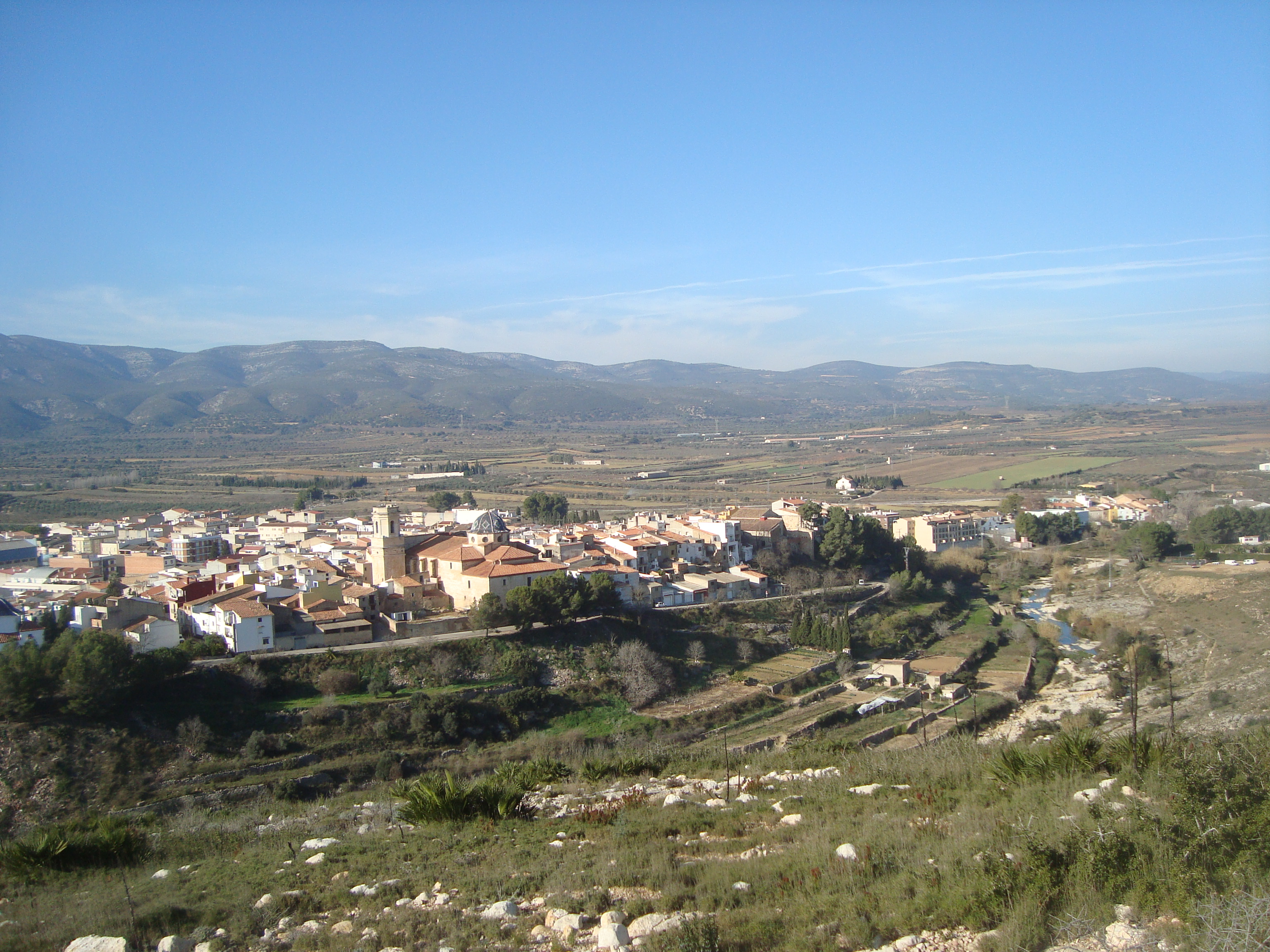
Les Coves de Vinromà

Лес-Ковес-де-Вінрома, Куевас-де-Вінрома (валенс. Les Coves de Vinromà (офіційна назва), ісп. Cuevas de Vinromá) — муніципалітет в Іспанії, у складі автономної спільноти Валенсія, у провінції Кастельйон. Населення — 2038 осіб (2010).

## Географія
Муніципалітет розташований на відстані близько 320 км на схід від Мадрида, 38 км на північ від міста Кастельйон-де-ла-Плана.
На території муніципалітету розташовані такі населені пункти: (дані про населення за 2010 рік)

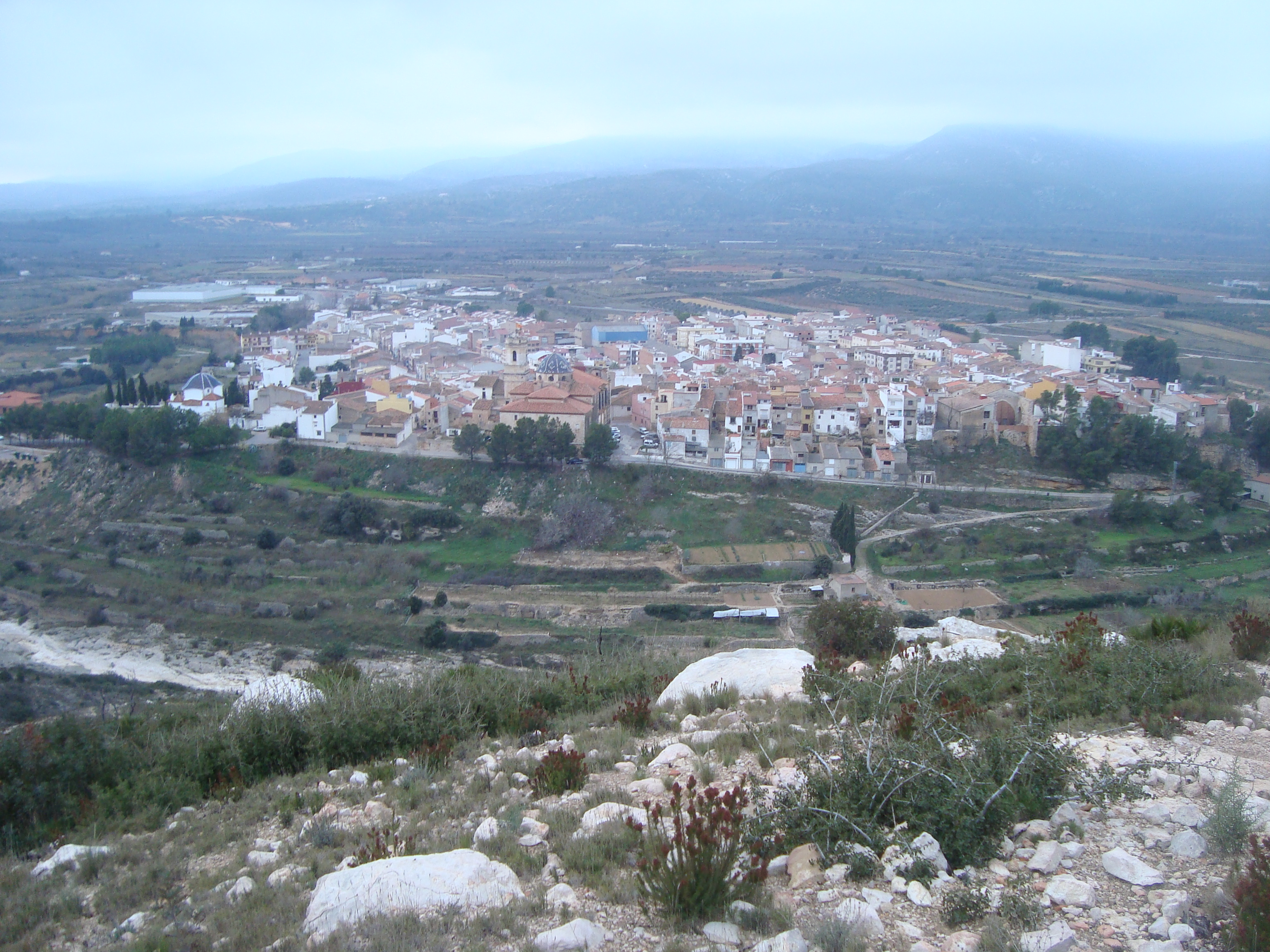
Les Coves de Vinromà

- Лес-Ковес-де-Вінрома: 1760 осіб
- Мас-д'ен-Рієрес: 115 осіб
- Мас-делс-Калдук: 16 осіб
- Ла-Колома: 2 особи
- Мас-д'Абад: 39 осіб
- Мас-де-Карруано: 13 осіб
- Ел-Молінет: 20 осіб
- Мас-д'ен-Рамона: 40 осіб
- Елс-Террерс-Бланкс: 33 особи

## Демографія
Динаміка населення (INE ):

## Галерея зображень

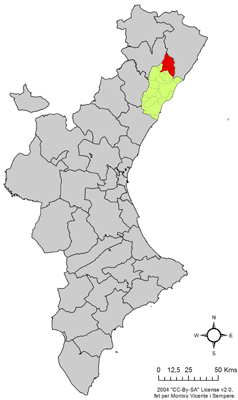
Розташування муніципалітету Лес-Ковес-де-Вінрома у автономній спільноті Валенсія
Розташування муніципалітету Лес-Ковес-де-Вінрома у комарці Плана-Альта
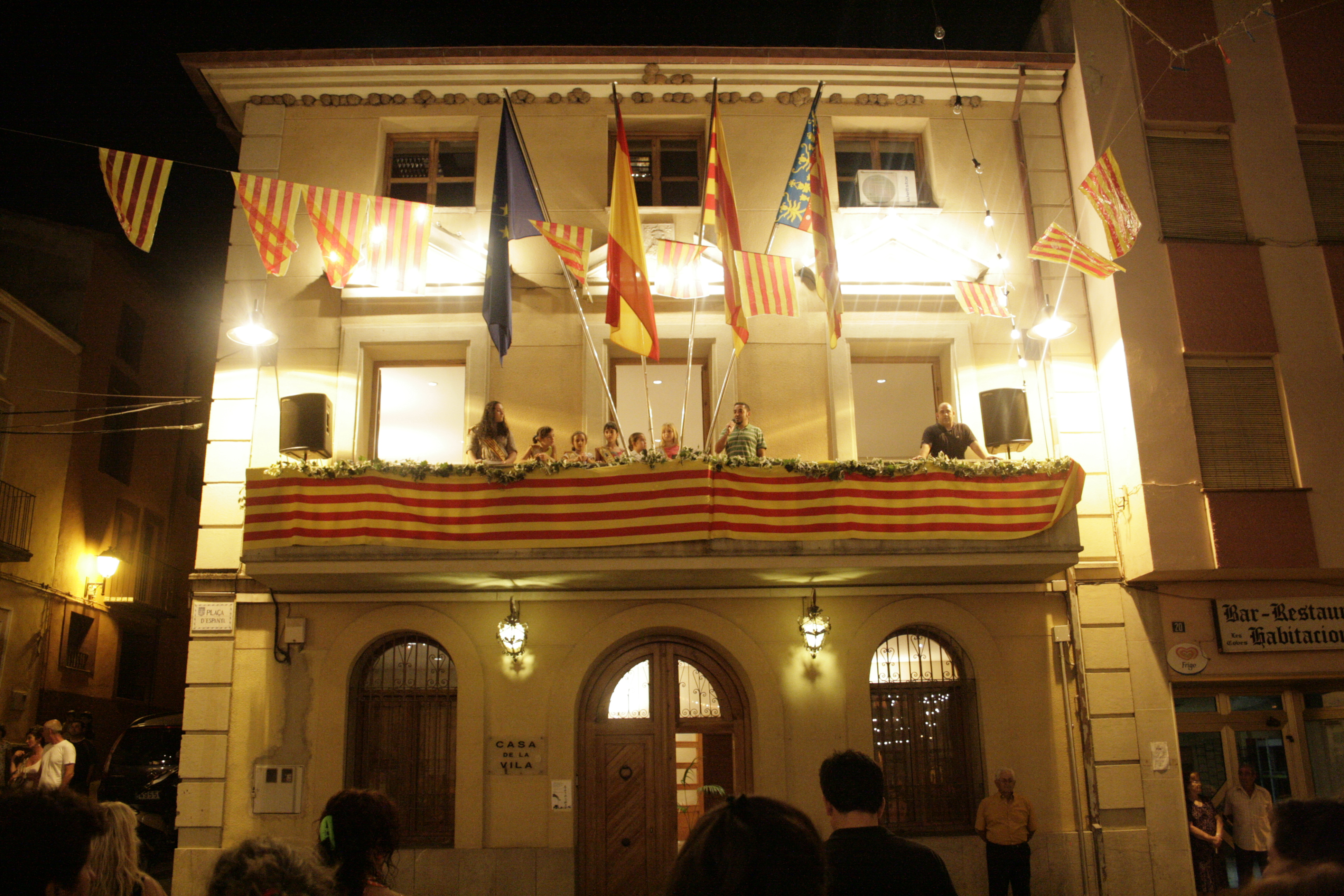
Муніципальна рада
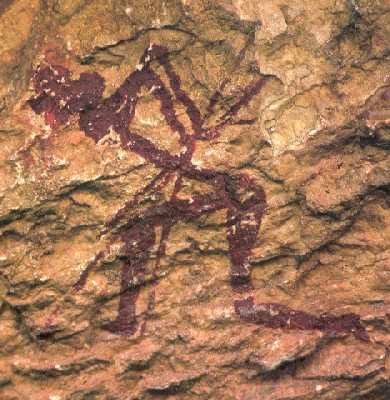
Печерний живопис